# آرایا د اکا
آرایا د اکا (به اسپانیایی: Arraya de Oca) یک شهرستان در اسپانیا است.